# 車騎大將軍
车骑大将军，晋代至南北朝将军名号之一。
汉魏的骠骑将军、车骑将军、卫将军三将军皆为重号将军，高于诸名号大将军，本无须加“大”。
三国以后将军一职授任较滥，且以将军为刺史的加号，于是西晋时将军加“大”以示其尊。除大将军之外，出现各种名号的大将军，如骠骑大将军、四征、四镇大将军等，车骑大将军即为其一。其职掌同车骑将军，位在车骑将军之上。多授予元老重臣，以示尊崇。开府置僚属，一般不领兵。
东晋、南朝及十六国、北魏、北齐沿置。晋、南朝宋都是一品；梁武帝天监七年（508年）定为武职二十四班中的最高班二十四班，大通三年（529年）刊定官号，又定为武职三十四班中的最高班三十四班；南陈拟一品、秩中二千石。北魏、北齐皆从一品，西魏、北周实行府兵制，以此为仪同府长官军号，九命。